# Исмаилов, Гамид Салман оглы
Гамид Салман оглы Исмаилов (азерб. Həmid Salman oğlu İsmayılov; 2 января 1913, Елизаветпольский уезд — 25 июля 1993, Баку) — советский азербайджанский агроном, Герой Социалистического Труда (1950).

## Биография
Родился 2 (15) января 1913 года в селе Кешку Елизаветпольского уезда Елизаветпольской губернии (ныне село в Гёйгёльском районе Азербайджана).
В 1939—1978 годах директор ряда виноградарских совхозов и винзаводов в Апшеронском, Шамхорском, Ханларском районах и виноградарского совхоза имени Низами города Кировабад, заместитель министра пищевой промышленности Азербайджанской ССР, заместитель председателя Госплана Азербайджана, первый заместитель министра сельского хозяйства и заготовок Азербайджанской ССР, начальник Управления пищевой промышленности отдела народной промышленности республики, начальник Управления овощеводства, садоводства и чаеводства Министерства совхозов Азербайджанской ССР. С 1978 года начальник экспедиции по защите зернозаготовок Министерства заготовок Азербайджанской ССР.
В 1949 году, будучи директором виноградарского совхоза Низами, получил урожай винограда 167,4 центнеров с гектара на площади 77,7 гектаров.
Указом Президиума Верховного Совета СССР от 4 сентября 1950 года за получение высоких урожаев винограда на поливных виноградниках в 1949 году Исмаилову Гамиду Салман оглы присвоено звание Героя Социалистического Труда с вручением ордена Ленина и золотой медали «Серп и Молот».
Активно участвовал в общественной жизни Азербайджана. Член КПСС с 1941 года.
Умер 25 июля 1993 года. Похоронен в Баку на Второй Аллее почётных захоронений.